# Robert James Fletcher
Pour les articles homonymes, voir Fletcher.
Robert James Fletcher, de son nom complet Robert James Addison Gerard Fletcher (né en 1877 et mort le 4 juillet 1965 à Deal) est un professeur, aventurier et écrivain britannique. Son ouvrage Isles of Illusion. Letters from the South Seas (Lettres des mers du Sud dans sa dernière traduction française) est un classique du récit de voyage. Il est l'oncle de l'écrivain Penelope Mortimer.

## Biographie

### Formation
Fletcher naît dans une famille wesleysienne très rigoureuse et aisée. Étudiant au Queens College de Taunton, il en est exclu pour vol à seize ans. Il se met alors à étudier la médecine au St Bartholomew's Hospital de Londres, soutenu financièrement par son père. En 1899, celui-ci meurt, et Robert doit trouver une source d'argent. Il travaille quelque temps dans une banque avant de se mettre à enseigner. En 1904, il devient lecteur en chimie à Oxford au Queen's College, où il rencontre Bohun Lynch. Il s'intéresse à la boxe, la vie oxonienne lui plaît mais il doit enseigner un an au Caire pour gagner de l'argent. Finalement lassé par l'Angleterre, il part en 1910 à Montevideo où il enseigne de nouveau pour économiser en vue de voyager jusqu'à la Nouvelle-Calédonie, où il avait des projets de plantation.

### Les Nouvelles-Hébrides
Arrivé sur place, il se rend compte que son projet était irréaliste. Il se rend alors aux Nouvelles-Hébrides, où il passe d'abord plusieurs mois sur la plantation de Nicholas Hagen et Adolphus Zeitler, deux des rares colons qu'il apprécie. En décembre 1912 il est nommé interprète-traducteur au tribunal mixte du condominium des Nouvelles-Hébrides. Fin 1913, il se retrouve arpenteur pour le condominium, chargé de délimiter les terrains en vue du règlement des litiges fonciers. Mais la difficulté et l'aspect peu rémunérateur de ce travail le poussent à reprendre la gestion de la plantation Hagen et Zeitler en 1915 sur Epi. Il y prend une popinée avec lequel il a deux enfants, dont seul l'aîné Jimmy survit.
Après avoir confié son fils (qu'il ne revit jamais) à Adolphus Zeitler, Robert Fletcher part en 1919 pour Sydney, puis l'île phosphatière de Makatea, en Polynésie française (Archipel des Tuamotu) où il travaille comme secrétaire-météorologiste jusqu'en 1923, avant d'être licencié comme wild aventurer et particularly caustic individual.

### Isles of Illusion
Tout au long de ces années aux Nouvelles-Hébrides, Fletcher entretient une correspondance fournie. Son ami l'écrivain aujourd'hui oublié J. G. Bohun Lynch (1884-1928) persuade l'éditeur londonien Constable de publier une sélection anonymisée de leurs lettres couvrant les années 1912 à 1920. Le contrat est signé en juillet 1922 par Lynch, sans que Fletcher ait réellement donné son accord. Il ne pensait en effet pas que ces lettres puisse avoir de l'intérêt, et ne les concevaient pas comme un tout, les oubliant dès qu'elles étaient envoyées.
Isles of Illusions. Letters from the South Sea est publié en 1923, avec comme nom d'auteur « Asterisk ». Le livre obtient un certain succès critique (il a deux colonnes dans The Times (22 juin 1923), une page du Times Literary Supplement, etc.) comme public. James Norman Hall, dans son ouvrage On the Stream of Travel, y voit un récit de voyage déterminant, car offrant un réel aperçu de l'esprit d'un homme civilisé plongé dans un monde inconnu, et où ses congénères européens sont moins éduqués que certains des sauvages. Pour Patrick O'Reilly, c'est la seule œuvre réellement littéraire inspirée par les Nouvelles-Hébrides. Pour Edward Jacomb (« Mowbray » dans l'ouvrage), qui critique le livre pour le Financiel News, le livre de Fletcher est avec celui de Robert Louis Stevenson celui qui a le mieux rendu l'atmosphère du Pacifique Sud d'alors. Selon le témoignage de Penelope Mortimer, la famille de Fletcher lui en veut cependant beaucoup d'avoir exposé son intimité dans un livre.
Ce succès conduit l'éditeur à demander très rapidement un nouvel ouvrage à Fletcher. Gone native, roman narrant les aventures d'un Européen installé aux Hébrides qui a un fils d'une autochtone, paraît en 1924. Le succès de ce second ouvrage est moindre, mais Isles of Illusion est traduit en français en 1926, dans des langues scandinaves ou en braille. Fletcher se voit proposer à Sydney une grosse avance de la Paramount pour adapter son livre — mais le projet n'aboutit pas, Lynch détenant seul les droits. Jacques Prévert le conseille à Michel Leiris, qui s'en inspira lorsqu'il rédige son journal africain puis L'Afrique fantôme.

### Retour en Angleterre
Fletcher ne profite cependant pas de son succès pour s'enrichir. À la fin des années 1920, Jacques Viot le croise à Tahiti dans un état de délabrement avancé. Il passe alors pour « le vieil Anglais qui parle comme un livre », un des hommes les plus cultivés de l'archipel, mais aussi « le plus malheureux ».
Dans les années 1930, Fletcher retourne en Angleterre et reprend son ancien métier de professeur. En 1960, son ami hébridais Jacomb décède, lui léguant 50£, puis cinq ans plus tard, le 4 juillet 1965, c'est Fletcher qui meurt dans la maison qu'il partageait avec sa  sœur P. M. Mathews, à Deal, dans le Kent.

## Postérité
En France, Fletcher n'est sorti de l'oubli qu'en 1979, à l'occasion de la parution d'une nouvelle traduction d’Isles of Illusion. Dans sa préface, Jean Jamin l'imagine avoir disparu dans les années 1930, alcoolique et miséreux, sur quelque île polynésienne. C'est cependant la même année que sa fin réelle est rétablie, à la suite de la parution de l'autobiographie de sa nièce Penelope Mortimer. Dans les années 1980, Joël Bonnemaison le cite régulièrement dans ses travaux sur le Vanuatu, et Tanna particulier. En 1986, l'ouvrage est réédité en Angleterre, mais sans que les lettres de Fletcher à Jacomb, découvertes par le chercheur W.E. Stober, n'y soient incluses, ni même citées.
En 1987, le réalisateur Herbert Bröd et le scénariste Jobst Grapow consacrent un film semi-documentaire à Isles of Illusion, envoyant l'acteur Ulrich W ildgruber (de) au Vanuatu avec pour seul guide l'ouvrage de Fletcher. Ce film, Inseln der Illusion, reste cependant peu connu.
J.M.G. Le Clézio écrit à son sujet (de manière erronée) en 2006 : « Robert James Fletcher (...) vécut à Tanna, mangea de ses fruits et but de son eau et viola le corps d'une fillette à peine pubère à qui il fit deux enfants avant de la donner en cadeau à l'un de ses serviteurs, et d'écrire Isles of Illusions. »

## Un personnage de roman
En 2018, l'écrivain et traducteur Pierre Furlan dédie un ouvrage biographique au personnage de Fletcher, un roman vrai intitulé  Le livre des îles noires - Vies de Fletcher (éditions Au vent des îles , 2018). Pour l'écrire, Pierre Furlan a revisité l'île d'Epi (Vanuatu) en compagnie de la petite-fille mélanésienne de Fletcher. Dans ce livre, paraissent aussi pour la première fois un bon nombre des lettres de Fletcher adressées à Edward Jacomb (lettres recueillies par W.E. Stober) et d'autres adressées à A. Zeitler ou à des membres de sa famille.